# Équipe d'Algérie de football à la Coupe d'Afrique des nations 1984
Cet article relate le parcours de l’Équipe d'Algérie de football lors de la Coupe d'Afrique des nations de football 1984 organisée en Côte d'Ivoire du 4 mars 1984 au 14 mars 1984.

## Effectif
Source
| N° | Pos | Nom                 | Date de naissance          | Sélections | Buts | Club                  |
| -- | --- | ------------------- | -------------------------- | ---------- | ---- | --------------------- |
| 1  | GB  | Mehdi Cerbah        | 3 décembre 1953 (31 ans)   | 5          | 0    | RS Kouba              |
| 21 | GB  | Kamel Kadri         | 19 novembre 1963 (21 ans)  | 0          | 0    | JE Tizi Ouzou         |
| 22 | GB  | Nacerdine Drid      | 22 janvier 1957 (27 ans)   | 0          | 0    | ESM Bel-Abbès         |
|    |     |                     |                            |            |      |                       |
| 2  | DF  | Mahmoud Guendouz    | 24 février 1953 (31 ans)   | 5          | 0    | MA Hussein Dey        |
| 3  | DF  | Faouzi Mansouri     | 17 février 1956 (28 ans)   | 2          | 0    | Montpellier HSC       |
| 4  | DF  | Noureddine Kourichi | 12 avril 1954 (30 ans)     | 4          | 0    | Girondins de Bordeaux |
| 19 | DF  | Mohamed Chaib       | 20 mai 1957 (27 ans)       | 5          | 0    | RS Kouba              |
| 16 | DF  | Boualem Laroum      | 17 juin 1959 (25 ans)      | 1          | 0    | CM Belcourt           |
| 18 | DF  | Abdelhamid Sadmi    | 1er janvier 1961 (23 ans)  | 3          | 0    | JE Tizi-Ouzou         |
| 5  | DF  | Hamid Bouras        | 25 avril 1959 (25 ans)     | 1          | 0    | USM Aïn Beïda         |
|    |     |                     |                            |            |      |                       |
| 10 | ML  | Lakhdar Belloumi    | 29 décembre 1958 (26 ans)  | 5          | 2    | GCR Mascara           |
| 8  | ML  | Ali Fergani         | 21 septembre 1952 (32 ans) | 4          | 1    | JETizi ouzou          |
| 20 | ML  | Djamel Jefjef       | 30 janvier 1961 (23 ans)   | 3          | 0    | USM El Harrach        |
| 6  | ML  | Mohamed Kaci Said   | 2 mai 1958 (26 ans)        | 3          | 0    | RS Kouba              |
| 17 | ML  | Hocine Yahi         | 25 avril 1960 (24 ans)     | 5          | 1    | CM Belcourt           |
| 7  | ML  | Nasser Bouiche      | 8 juin 1960 (24 ans)       | 5          | 1    | MP Alger              |
|    |     |                     |                            |            |      |                       |
| 9  | AT  | Hamid Lefdjah       | 16 février 1960 (24 ans)   | 0          | 0    | ASC Oran              |
| 11 | AT  | Rabah Madjer        | 15 décembre 1958 (26 ans)  | 4          | 1    | RC Paris              |
| 12 | AT  | Tedj Bensaoula      | 1er décembre 1954 (30 ans) | 4          | 1    | Le Havre              |
| 13 | AT  | Djamel Menad        | 22 juillet 1960 (24 ans)   | 4          | 1    | JE Tizi-Ouzou         |
| 14 | AT  | Djamel Zidane       | 28 avril 1955 (29 ans)     | 0          | 0    | KV Courtrai           |
| 15 | AT  | Naçer Bouiche       | 18 juin 1963 (24 ans)      | 0          | 0    | JE Tizi-Ouzou         |

## Phase qualificative

### 1ertour
| Équipe 1 | Score | Équipe 2 | Aller | Retour |
| -------- | ----- | -------- | ----- | ------ |
| Algérie  | 7-3   | Bénin    | 6-2   | 1-1    |

### 2etour
| Équipe 1 | Score | Équipe 2 | Aller | Retour |
| -------- | ----- | -------- | ----- | ------ |
| Algérie  | 3-1   | Sénégal  | 2-0   | 1-1    |

## Phase Finale

### 1ertour

#### Groupe B
| Entraîneur : |
| M. Khalef    |

| Entraîneur : |
| M. Khalef    |

| Entraîneur : |
| M. Khalef    |

| Entraîneur : |
| M. Khalef    |

| Entraîneur : |
| M. Khalef    |

| Entraîneur : |
| M. Khalef    |

| Place | Pays    | Pts | J | V | N | D | Buts + | Buts - | Diff. |
| 1er   | Algérie | 5   | 3 | 2 | 1 | 0 | 5      | 0      | +5    |
| 2e    | Nigeria | 4   | 3 | 1 | 2 | 0 | 4      | 3      | +1    |
| 3e    | Ghana   | 2   | 3 | 1 | 0 | 2 | 2      | 4      | -2    |
| 4e    | Malawi  | 1   | 3 | 0 | 1 | 2 | 2      | 6      | -4    |

### Demi-finale
| Entraîneur :       |
| Mohieddine. Khalef |

| Entraîneur :        |
| Radivoje Ognjavonic |

| Entraîneur :       |
| Mohieddine. Khalef |

| Entraîneur :        |
| Radivoje Ognjavonic |

source

#### Match pour la3eplace
| Entraîneur :             |
| Mahiedine Khalef Algérie |

| Entraîneur :             |
| Mahiedine Khalef Algérie |

## Meilleurs buteurs de l'équipe
- 2 buts
  - Lakhdar Belloumi
- 1 but
  - Nasser Bouiche
  - Djamel Menad
  - Rabah Madjer
  - Ali Fergani
  - Tadj Bensaoula